# Iron Maiden (Marvel Comics)
Iron Maiden, il cui vero nome è Melina Von Vostokoff, è un personaggio dei fumetti, creato da Ralph Macchio e George Pérez, pubblicato dalla Marvel Comics.

## Biografia del personaggio
Assunta come assassina dal governo russo, Iron Maiden ha combattuto contro la Vedova Nera fino all’arrivo degli agenti dello S.H.I.E.L.D., che le hanno fermate. Si è unita quindi ai Femizons ed è diventata una delle luogotenenti di Superia.  
Alla fine è stata arrestata e costretta a unirsi ai Thunderbolts durante la guerra civile.
In seguito si è unita ai rivoluzionari sovietici Remont Six e li ha guidati in un attacco contro una base AIM fuori dalla zona proibita in Russia. Sebbene la sua squadra abbia sopraffatto facilmente il Guardiano Rosso e Dinamo Cremisi, Ursa Major è stata in grado di metterli al tappeto. 

## Poteri e abilità
Iron Maiden è un’esperta assassina e spia. Indossa una tuta di metallo leggera ma resistente che la protegge da urti, proiettili e armi energetiche. Sembra funzionare come una sorta di esoscheletro, aumentando la sua forza a un livello sconosciuto. 

## Altri media

### Marvel Cinematic Universe
Melina Vostokoff compare all'interno del Marvel Cinematic Universe, interpretata da Rachel Weisz e doppiata da Giuppy Izzo, ed è una figura materna per Natasha Romanoff e Yelena Belova, come fosse quasi la loro madre adottiva.
- Melina compare per la prima volta nel Black Widow (2021), la donna è un'esperta spia addestrata nella Stanza Rossa; per anni partecipò a una missione sotto copertura negli Stati Uniti formando una falsa famiglia con Alexei Shostakov, Natasha e Yelena, ma sviluppò un autentico affetto verso di loro. Anni dopo, Natasha e Yelena la rintracciano per farsi aiutare da lei a fermare il generale Dreykov e la Stanza Rossa; dopo averli apparentemente traditi, la donna collabora con loro nella missione.
- Il personaggio compare anche in una puntata della prima serie animata dell'MCU What If...? (2021). In questa versione di Melina divenne la leader della Stanza Rossa che fece il lavaggio del cervello a Steve Rogers prima di essere uccisa in seguito da Natasha.
- Melina ricomparirà nuovamente nella quinta serie animata dell'MCU Marvel Zombies (2025).

### Televisione
- Iron Maiden è apparsa nella serie animata Avengers Assemble.